# Bentley Park
Bentley Park ist ein Vorort von Cairns im Norden von Queensland, Australien. Der Ort liegt etwa 12,7 Kilometer südlich des Stadtzentrums von Cairns. Die Einwohnerzahl lag 2021 bei 8360 Personen.

## Geschichte
Der Bentley Park befindet sich im traditionellen indigenen Land der australischen Aborigines in Yidinji. Der frühe Siedler Isaac Abraham Hartill benannte den Ort ursprünglich nach dem Anwesen seiner Familie in England namens Bentley Hall.

## Bildungseinrichtungen
- St Therese’s School[4]
- Bentley Park State School[5]